# Ile-Royale

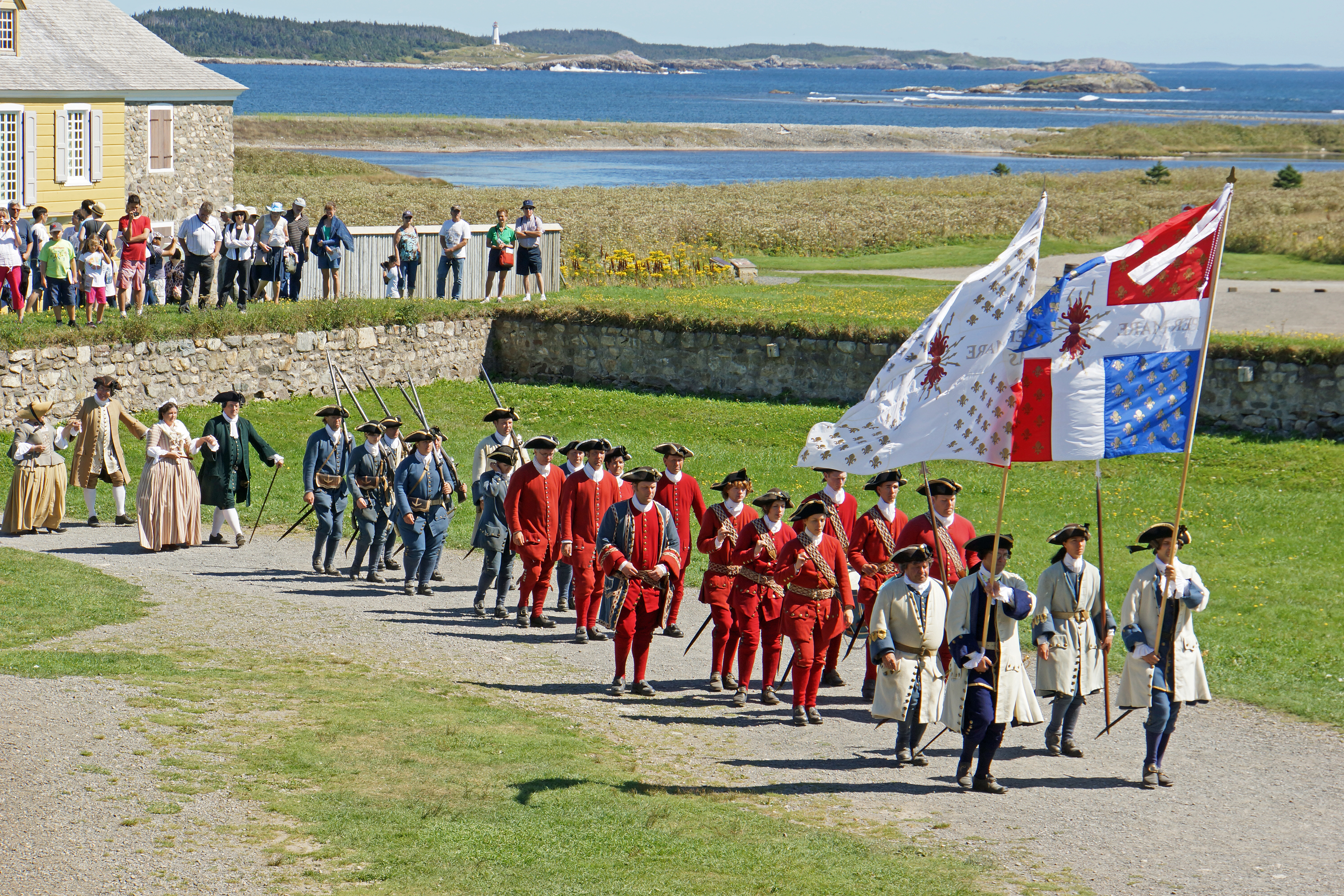
Feest van de heilige koning Lodewijk bij de kolonisten van Isle-Royale

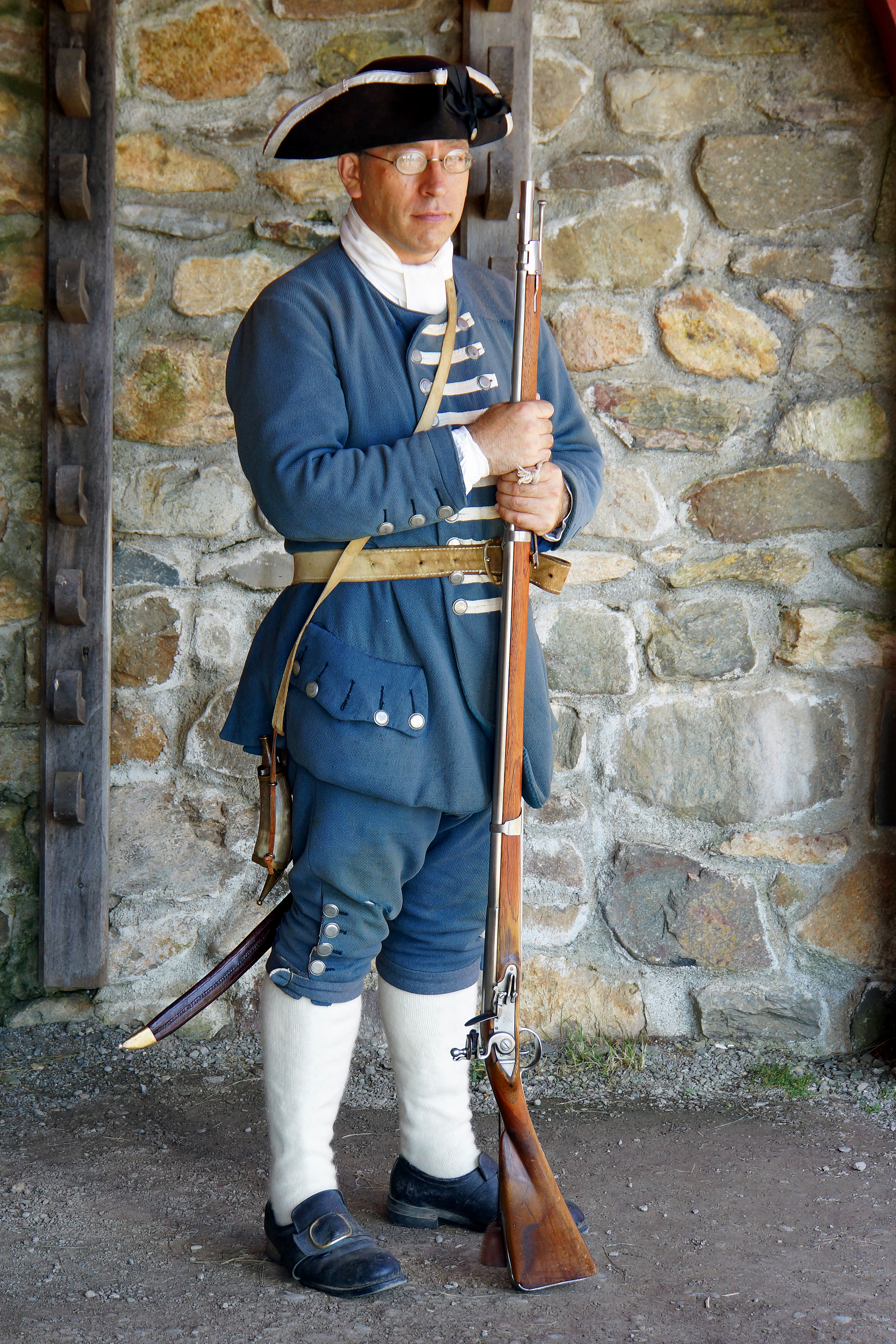
Franse wachter in het fort

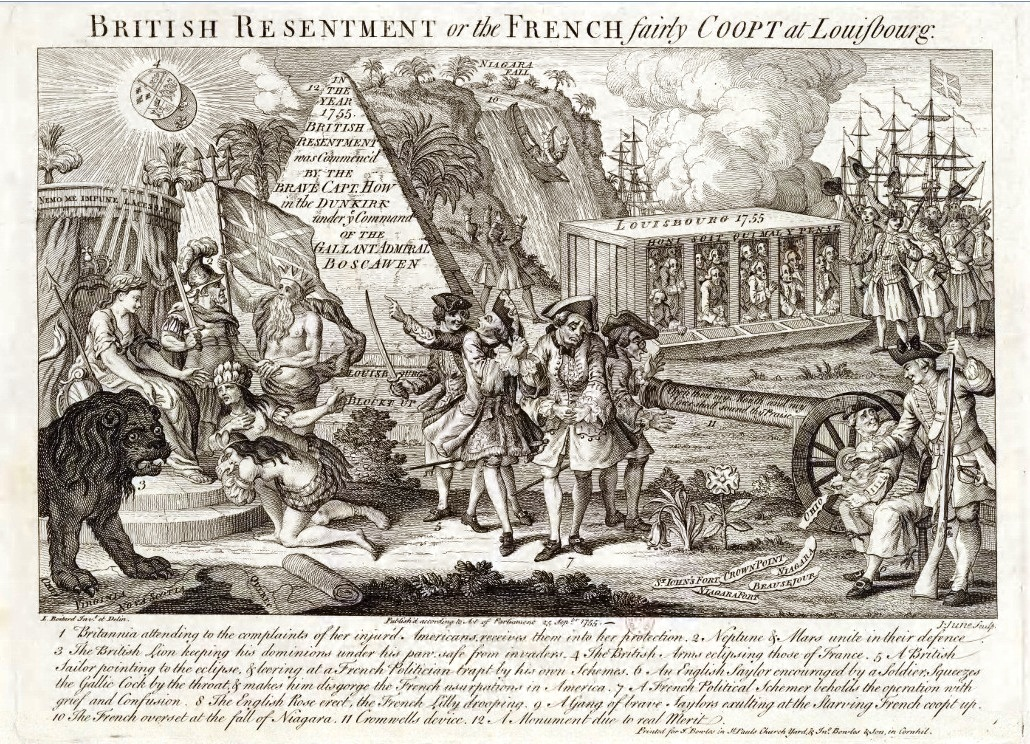
Engelse spotprent over de kolonie Isle-Royale van de Fransen.

Ile-Royale was een kolonie van het koninkrijk Frankrijk van 1713, Vrede van Utrecht, tot 1758, wanneer de Britten het reusachtige Franse fort Louisbourg veroverden. De hoofdstad was Louisbourg; vandaar werd de kolonie ook Louisbourg genoemd.

## Vrede van Utrecht
Artikel 13 van de Vrede van Utrecht (1713) stelde: “Mais l’isle dite Cap-Breton, et toutes les autres quelconques, situées dans l’embouchure et dans le golphe de Saint-Laurent, demeureront à l’avenir à la France, avec l’entière faculté au Roy Très Chrétien d’y fortifier une ou plusieurs places”. Vertaald: (Delen van Nieuw-Frankrijk gaan over naar de Britten) maar het genaamde eiland Cap-Breton en gelijkaardige eilanden, gesitueerd in de monding en de baai van Saint Lawrence, zullen in de toekomst aan Frankrijk behoren, met volledige bevoegdheid voor de Zeer Christelijke Koning (van Frankrijk) om er forten te bouwen op één of meerdere plekken.

De kolonie Ile-Royale, zo geschreven met koppelteken en twee hoofdletters, bestond uit de volgende eilanden:
- île Royale, geschreven zonder koppelteken en met één hoofdletter R. Dit was de Franse naam voor Cape Bretoneiland, later deel van de Canadese provincie Nova Scotia, het grote buureiland
- île Saint-Jean, later de Canadese provincie Prince Edward Island
- de Magdalena-eilanden, later deel van de Canadese provincie Québec.

## Frans koloniaal bestuur
Ile-Royale werd bestuurd door een gouverneur. In tegenstelling tot de rest van Nieuw-Frankrijk bezat de gouverneur-generaal van Nieuw-Frankrijk, met residentie in Québec, geen gezag over Ile-Royale. Merkwaardig was wel dat de staf van de gouverneur benoemd werd door de intendant van Nieuw-Frankrijk, met residentie in Québec. Het aantal kolonisten steeg tijdens de Franse koloniale periode van 800 naar meer dan 3.000. Hierbij zijn een 300-tal slaven niet meegeteld. De verhouding in de populatie was 10:1 man:vrouw. Tachtig % van de kolonisten was geboren in Frankrijk; de andere in Canada, een naam die nog niet in voege was; doch het betrof Nieuw-Frankrijk. Rooms-kerkelijk hing de kolonie af van het bisdom Québec.
Het eiland île Royale was strategisch belangrijk om de Saint Lawrencebaai te controleren. De Fransen bouwden in Havre-à-l’Anglais, omgedoopt tot Louisbourg, het grootste fort van Nieuw-Frankrijk. Het eiland île Royale was welvarend door de goed ontwikkelde visvangst; het was zelf onvruchtbaar omwille van de rotsgrond. 
Ile Saint-Jean was de graanschuur voor de Franse kazernes op île Royale, want het bezat wel vruchtbare grond. Vele kolonisten op Ile Saint-Jean waren afkomstig van Baskenland en Gascogne.
Van 1745 tot 1748 (Vrede van Aken) bezetten de Britten de kolonie, ten tijde van de Oostenrijkse Successieoorlog. De Britten verjoegen de talrijke vissers van de eilanden; zodoende konden de vissers in Boston, Brits Massachusetts, een ruimer visterritorium hebben. 

## Lijst van gouverneurs van Ile-Royale
- Philippe Pastour de Costebelle (1714-1717)
- Joseph de Monbeton de Brouillan, ook de Saint-Ovide genoemd (1717-1739)
- François Le Coutre de Bourville, waarnemend gouverneur in het jaar 1739
- Isaac-Louis de Forant (1739-1740)
- Jean-Baptiste-Louis Le Prévost du Quesnel (1740-1744)
- Louis Dupont du Chambon (1744-1745)
- Antoine Le Moyne de Châteauguay (1745-1747), formeel gouverneur tijdens de Britse bezetting
- Charles des Herbiers de La Ralière (1749-1751)
- Jean-Louis de Raymond (1751-1753)
- Augustin de Boschenry de Drucourt (1754-1758), laatste gouverneur van de koning van Frankrijk.[3]

## Einde
In 1758 veroverden de Britten definitief de eilanden île Royale en île Saint-Jean. Koning George II van Groot-Brittannië besliste tot aanhechting van Cape-Breton, tevoren île Royale, bij de provincie Nova Scotia (1758). Franse namen van steden en havens verdwenen ten voordele van Engelse namen. Ile Saint-Jean werd Island of Saint John (1758) en later Prince Edward Island (1798). De Magdalena-eilanden bleven wel nog in Franse handen en werden bestuurd vanuit de kolonie Québec.